# فوسدمارک
فوسدمارک (به انگلیسی: Fusedmarc) گروه موسیقی اهل لیتوانی است.
آن ها در مسابقه آواز یوروویژن ۲۰۱۷ نماینده لیتوانی بودند .